# Perspektivenübernahme (Psychologie)
Perspektivenübernahme ist die Fähigkeit, sich in eine andere Person hineinzuversetzen und die Welt aus deren Blickwinkel zu betrachten.

## Definition
In der Sozialpsychologie ist Perspektivenübernahme der Prozess, eine bestimmte Situation vom Standpunkt einer anderen Person aus zu betrachten. Man unterscheidet zwischen kognitiver und emotionaler Perspektivenübernahme. Kognitive Perspektivenübernahme ist die Fähigkeit, Gedanken, Motive und die Perspektive eines Anderen zu verstehen, sowie dessen Verhalten und Reaktionen vorherzusagen. Emotionale Perspektivenübernahme ist die Fähigkeit, eine emotionale Verbindung zu einem anderen Individuum aufzubauen, mitzufühlen und sich einzufühlen.

### Perspektivenübernahme vs. Empathie
Während sich Perspektivenübernahme in erster Linie auf den kognitiven Prozess bezieht und nicht notwendigerweise mit Mitgefühl einhergeht, ist Empathie ein emotionaler Prozess, bei dem man die Emotionen des Anderen selbst erlebt.

## Arten und Strategien

### Simulationstheorie vs. Theorie-Theorie
Zur Erklärung von Perspektivenübernahme gibt es generell zwei Theorien:
1. Simulationstheorie und
2. Theorie-Theorie.

Die Simulationstheorie besagt, dass Personen das Verhalten anderer Menschen in Analogie zum eigenen Verhalten verstehen und vorhersagen. In der Simulation werden dieselben mentalen Aktivitäten und Prozesse wie beim Gegenüber generiert. Der Simulierende generiert „als-ob“-Überzeugungen, -Wünsche, oder -Emotionen, welche den Überzeugungen, Wünschen, oder Emotionen der anderen Person nachempfunden sind. Simulation beinhaltet drei Stufen:
a) Identifikation: Wir tun so, als wären wir in der Situation einer anderen Person;

b) Replikation: Unsere eigenen mentalen Prozesse funktionieren auf die gleiche Weise wie die der anderen Person;

c) Interpretation: Die mentalen Zustände, welche in der Replikation involviert waren, werden extrahiert und auf die andere Person projiziert.
Im Gegensatz dazu behauptet die Theorie-Theorie, dass Menschen auf der Basis psychologischen Laienwissens das Verhalten anderer Menschen erklären und vorhersagen. Wir besitzen demnach alltagspsychologische Theorien über mentale Prozesse. Alltagspsychologie ist die Summe der Annahmen und Vermutungen über die Funktionsweise des menschlichen Verstandes.

### Low-Effort und High-Effort-Strategien
Bei Perspektivenübernahme kommen sowohl Low-Effort, als auch High-Effort-Strategien zum Einsatz.
Low-Effort-Strategien beinhalten Stereotypisierung und Soziale Projektion. Bei diesen automatischen Prozessen wird kein großer kognitiver Aufwand benötigt. Dabei entscheidet die wahrgenommene Ähnlichkeit zu einer Zielperson/Gruppe, bzw. der Aufmerksamkeitsfokus (auf Unterschiede vs. Gemeinsamkeiten), über den Einsatz der jeweiligen Strategie. Unähnlichkeit, bzw. ein Fokus auf Unterschiede, führt verstärkt zu Stereotypisierung. Ähnlichkeit, bzw. ein Fokus auf Gemeinsamkeiten, führt vermehrt zu Projektion, d. h. die eigene Perspektive wird auf das Gegenüber übertragen. Des Weiteren wird zwischen Sozialer Projektion und Spiegelung unterschieden. Spiegelung meint das „Miterleben“ des Zustandes einer anderen Person, vermittelt durch weitgehend gleiche Aktivierungen im Gehirn. Es findet in der Regel bei direkter Wahrnehmung des Zustandes der anderen Person statt.
High-Effort-Strategien erfordern einen hohen kognitiven Aufwand und bewusste Prozesse. So wird zum Beispiel bei der egozentrischen Anker- und Anpassungsheuristik ein serieller Anpassungsprozess angenommen, in dem zunächst von der eigenen Perspektive ausgegangen wird und dieser Anker dann an die (vermutete) Perspektive des Gegenübers angepasst wird. Dieses Modell stützt sich auf den empirischen Zusammenhang zwischen der Ähnlichkeit des Selbst und des Anderen sowie auf entwicklungspsychologische Erkenntnisse. Der Prozess des Ankerns geschieht schnell und automatisch, die Anpassungsleistung an die Perspektive des Anderen ist kognitiv aufwändiger und ein kontrollierter Prozess.

### Level der Perspektivenübernahme
Level-1-Perspektivenübernahme beschreibt das Verständnis, dass für einen selbst wahrnehmbare Objekte nicht automatisch auch für andere wahrnehmbar sind. Level-2-Perspektivenübernahme ist die Fähigkeit, sich ein und dasselbe Objekt aus unterschiedlichen Perspektiven vorstellen zu können, was zu verschiedenen visuellen und emotionalen Eindrücken führen kann. Bei direkter Messung (z. B. verbale Auskunft) können Kinder Level-1-Aufgaben meist erst ab dem vierten Lebensjahr lösen. Bei indirekter Messung (z. B. Messung der Blickbewegung) wurde auch schon bei einjährigen Kindern Level-1-Perspektivenübernahme nachgewiesen.

### Einflussfaktoren und Sonderformen
Die Fähigkeit zur Perspektivenübernahme wird durch verschiedene Faktoren beeinflusst. Befindet sich eine Person zum Beispiel in einem wenig emotionalen (kalten) Zustand, so unterschätzt diese Person den Einfluss, den eine sehr emotionale (heiße) Situation auf die Präferenzen und das Verhalten einer anderen Person haben kann. Da der eigene mentale Zustand als Referenz genommen wird, führt dies zu Fehleinschätzungen.
Eine Sonderform der Perspektivenübernahme ist das Experience Taking. Dieses tritt auf, wenn man beim Lesen eines Romans/Erzählung unvermittelt die Identität eines Charakters aus diesem Roman annimmt und dessen Gedanken, Gefühle, Verhalten, Ziele und Eigenschaften imitiert, als wären es die eigenen. Das höchste Ausmaß an Experience Taking wird beobachtet, wenn eine Geschichte aus der Ich-Perspektive eines Mitglieds der eigenen Ingroup gelesen wird. Durch Experience Taking können Stereotype abgebaut und vorteilhafte Evaluationen der Gruppe des Protagonisten erzeugt werden.

## Neuronale Grundlagen

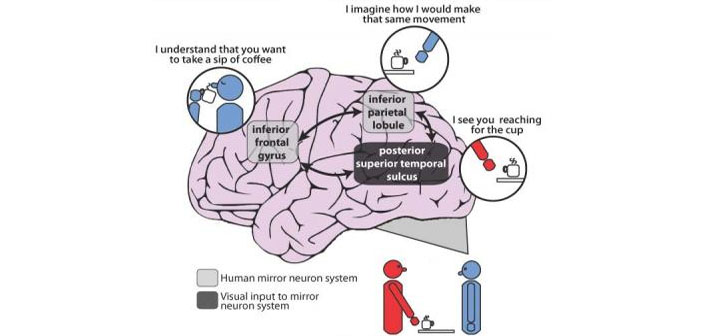
Illustration des Spiegelneuronennetzwerkes von Jan Brascamp

Neuronale Zentren der Perspektivenübernahme sind nach Singer (2006) der Polus temporalis (siehe zerebrale Pole), der posteriore Sulcus temporalis superior (STS) sowie der mediale präfrontale Cortex (mPFC). Bei Prozessen der Perspektivenübernahme, von denen angenommen wird, dass sie auf sozialer Projektion beruhen wurde in der Forschung wiederholt das Default Mode Network (mPFC, Precuneus, Cortex cingularis posterior, Cortex parietalis lateralis) als relevante neuronale Grundlage identifiziert. Dieses Netzwerk ist sowohl beim Nachdenken über den mentalen Zustand anderer aktiviert (Perspektivenübernahme) als auch beim Nachdenken über die eigenen mentalen Zustände (z. B. sich das eigene Erleben in einer zukünftigen Situation vorstellen).
Das Netzwerk der Spiegelneurone stellt die neuronale Basis der Imitation dar. Entscheidend dabei ist, dass durch Spiegelneurone die Fähigkeiten, Ziele und Intentionen anderer Individuen verstanden werden können, obwohl diese nur beobachtet wurden.
Für Schmerz konnte empirisch gezeigt werden, dass viele für die Schmerzverarbeitung zuständige Gehirnareale aktiviert werden, wenn mit jemandem mitgefühlt wird, der gerade Schmerz empfindet.

## Forschungsmethoden

### Direkte Messung
Unter direkter Messung versteht man eine Messung, bei der – meist verbal – auf eine Frage bzw. Aufgabe mit der korrekten Antwort oder dem passenden Verhalten reagiert wird. Ein klassisches Beispiel ist Piagets „Drei-Berge-Aufgabe“, bei der Kinder nach der Anordnung von Bergen aus dem Blickwinkel einer anderen Person gefragt werden. Direkte Messungen beinhalten hauptsächlich Selbstberichte; eine aktuelle Methode, die sich der direkten Messung bedient, ist beispielsweise die E-Skala von Leibetseder u. a., bei der es sich um einen Fragebogen zur Erfassung von Empathie handelt. Häufig wird zur Messung auch der sogenannte self-other overlap verwendet. Es handelt sich hierbei um eine Form des Selbstberichts, bei der die wahrgenommene Perspektivenübernahme graphisch erfasst wird.

### Indirekte Messung
Bei der indirekten (impliziten) Messung wird die spontane Sensibilität auf Unterschiede in den äußeren Bedingungen gemessen. Das beinhaltet üblicherweise Messungen des Spontanverhaltens, wie etwa das Blickverhalten, kann aber auch Messungen einschließen, die man erhält, wenn Erwachsene nicht explizit um die Bearbeitung einer Aufgabe gebeten werden.

### Probleme
Direkte und indirekte Messungen von Perspektivenübernahme führen häufig zu unterschiedlichen Ergebnissen. Meist sind Fähigkeiten der Perspektivenübernahme bei indirekter Messung entwicklungspsychologisch früher oder besser nachweisbar.

### Moderatoren/Mediatoren
Eine Reihe von Faktoren kann sich auf Qualität, Ausmaß oder Schnelligkeit der Perspektivenübernahme auswirken. Dazu gehören das Alter der Probanden und deren kognitive Ressourcen, aber auch Zeitdruck, Belohnung bzw. Anreize und Motivation (beispielsweise zur Genauigkeit).

### Klassische Forschungsparadigmen
Die gebräuchlichsten Forschungsparadigmen sind das false consensus paradigm und das assumed similarity paradigm. Man erfasst dabei die Korrelation zwischen Selbst- (z. B. Wie gerne würde ich das tun?) und Fremdeinschätzungen (z. B. Wie gerne würde Person X das tun?). Hohe Korrelationen werden als Hinweis auf Perspektivenübernahme gesehen.

## Positive und negative Effekte
Perspektivenübernahme führt oft zu einer hohen Wahrnehmung von Ähnlichkeit, Identifikation und Empathie mit der Person, deren Perspektive übernommen wird. Dies erhöht die Wahrscheinlichkeit, dass Menschen die Sichtweise von Personen außerhalb der unmittelbaren eigenen sozialen Gruppe miteinbeziehen. Darüber hinaus fördert Perspektivenübernahme die Nachahmung (Mimikry) und kann Hilfeverhalten verstärken. Zudem ermöglicht Perspektivenübernahme einen Vorteil in Verhandlungssituationen, indem die Situation aus der Sicht des Gegenübers besser beurteilt werden kann. Perspektivenübernahme kann Vorurteile, Stereotypen und soziale Aggression reduzieren, und zum Aufbau, sowie zur Festigung sozialer Bindungen beitragen. Allerdings ist nicht geklärt, wann Perspektivenübernahme eine Reduzierung von Vorurteilen bewirkt. Einige Untersuchungen belegen, dass Perspektivenübernahme nur bei Personen mit einem hohen Selbstwertgefühl zu einer Verringerung von Vorurteilen führt. Bei Personen mit geringem Selbstwertgefühl ist dieser Effekt nicht festzustellen.
Perspektivenübernahme kann allerdings auch zu einer Übernahme von negativen Eigenschaften und Verhaltensweisen führen. Sie kann dazu beitragen, dass Menschen aus ihrer sozialen Gruppe (In-Group) ausgegrenzt werden. Da die Perspektive des anderen durch Perspektivenübernahme nicht notwendigerweise akkurat erfasst wird, kann eine Illusion von Transparenz und Ähnlichkeit mit dem anderen entstehen, sowie eine Überschätzung des Anteils der Personen, welche die eigene Perspektive teilen.

## Kritik

### Begrifflichkeit
Da keine allgemeingültige Definition des Begriffs Perspektivenübernahme existiert, wird oft auf verwandte Konstrukte (z. B. Empathie) zurückgegriffen. Auch werden die beiden Begriffe Perspektivenübernahme und Empathie häufig synonym verwendet. Die unklare Abgrenzung zwischen Perspektivenübernahme und Empathie setzt sich auf neuronaler Ebene fort.

### Messung
Viele der zur Messung verwendeten Fragebögen beinhalten sehr vage Formulierungen der Items. Zudem finden sich je nach Studie sehr unterschiedliche Instruktionen beziehungsweise Manipulationen der Perspektivenübernahme. Es ist daher zu hinterfragen, ob in verschiedenen Studien dasselbe Konstrukt untersucht wird.

### Praktische Bedeutsamkeit
Die praktische Bedeutsamkeit der Perspektivenübernahme ist unklar. So ist beispielsweise offen, ob Perspektivenübernahme trainiert werden kann. Ebenso ist oft unklar, wann positive bzw. negative Effekte zu erwarten sind.